# Träskön, Raseborg
Träskön är en ö i Finland. Den ligger i Finska viken och i kommunen Raseborg i den ekonomiska regionen  Raseborg i landskapet Nyland, i den södra delen av landet. Ön ligger omkring 80 kilometer väster om Helsingfors.
Öns area är 39 hektar och dess största längd är 1,3 kilometer i öst-västlig riktning. Ön höjer sig omkring 20 meter över havsytan.